# Trận Guam (1944)

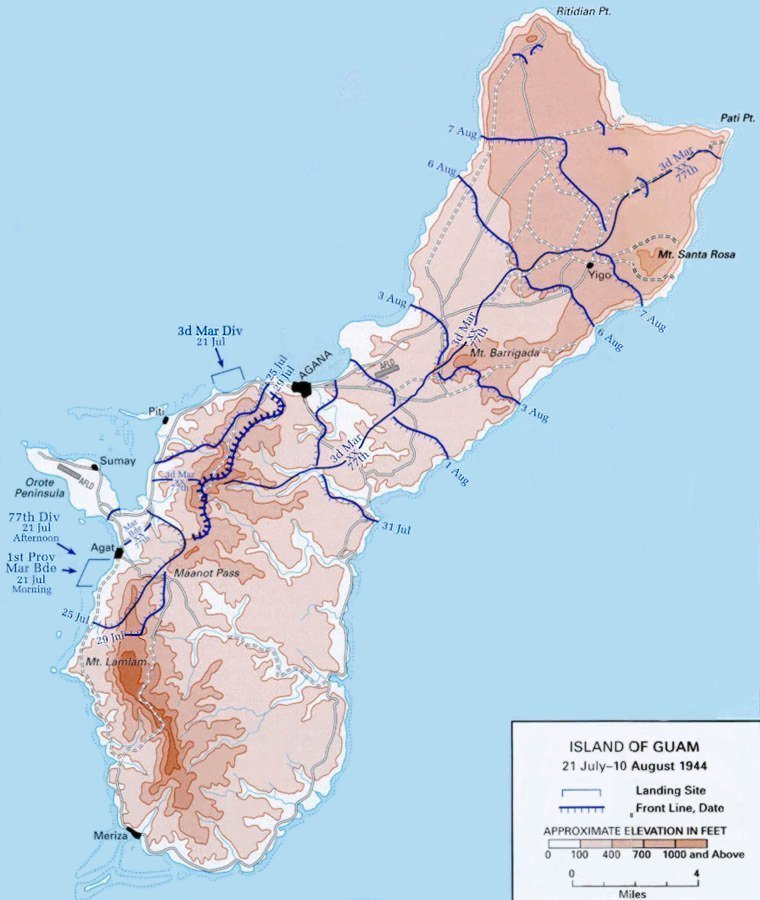
Chiến dịch Guam

Trận Guam lần hai (21 tháng 7 - 8 tháng 8, 1944) là cuộc chiến giành lại đảo Guam từ quân Nhật (thuộc quần đảo Mariana) trong chiến tranh Thái Bình Dương.

## Bối cảnh
Đảo Guam là đảo lớn nhất thuộc quần đảo Mariana với 30 dặm (48 km) chiều dài và 9 dặm (14 km) chiều rộng. Đảo thuộc quyền quản lý của Hoa Kỳ từ năm 1898 sau chiến tranh Tây Ban Nha-Mỹ cho đến khi người Nhật chiếm cứ đảo ngay sau trận Trân Châu Cảng. Mặc dù không có những căn cứ quân sự được củng cố vững chắc như những đảo khác thuộc quần đảo Mariana kể từ cuối chiến tranh thế giới lần thứ nhất, nhưng vẫn có một lượng lớn quân Nhật đồn trú ở đây vào năm 1944.
Khi quân Đồng Minh lên kế hoạch chiếm lại quần đảo Mariana, họ tiến hành những cuộc dội bom trước hết bằng không quân xuất phát từ các tàu hàng không mẫu hạm hay từ các căn cứ quân sự ở quần đảo Marshall về hướng đông. Sau khi giành được ưu thế trên không, quân Mỹ đã sẽ đánh phá các mục tiêu trên đất liền bằng tàu chiến. Guam được chọn làm mục tiêu bởi diện tích rộng của hòn đảo khiến đây trở thành căn cứ thích hợp cho các chiến dịch tiếp theo về phía Philipines, Đài Loan hay quần đảo Ryukyu; một thuận lợi khác nữa là cảng nước sâu Apra lý tưởng cho những con tàu lớn nhất cũng như hai sân bay có thể làm nơi cất cánh cho những pháo đài bay B-29 hiện đại nhất lúc bấy giờ.
Trận đổ bộ lên đảo Saipan được lên kế hoạch vào 15 tháng 6 năm 1944 và trận Guam dự tính vào ngày 18 tháng 6. Tuy nhiên kế hoạch đã không lường trước được sự kháng cự bền bỉ của một lượng lớn các đơn vị Nhật trong trận Saipan, và sự tấn công tự sát hàng loạt của các máy bay vào các tàu sân bay Mỹ trong trận chiến biển Philippines khiến cho Trận Guam bị trì hoãn một tháng sau đó.

## Diễn biến

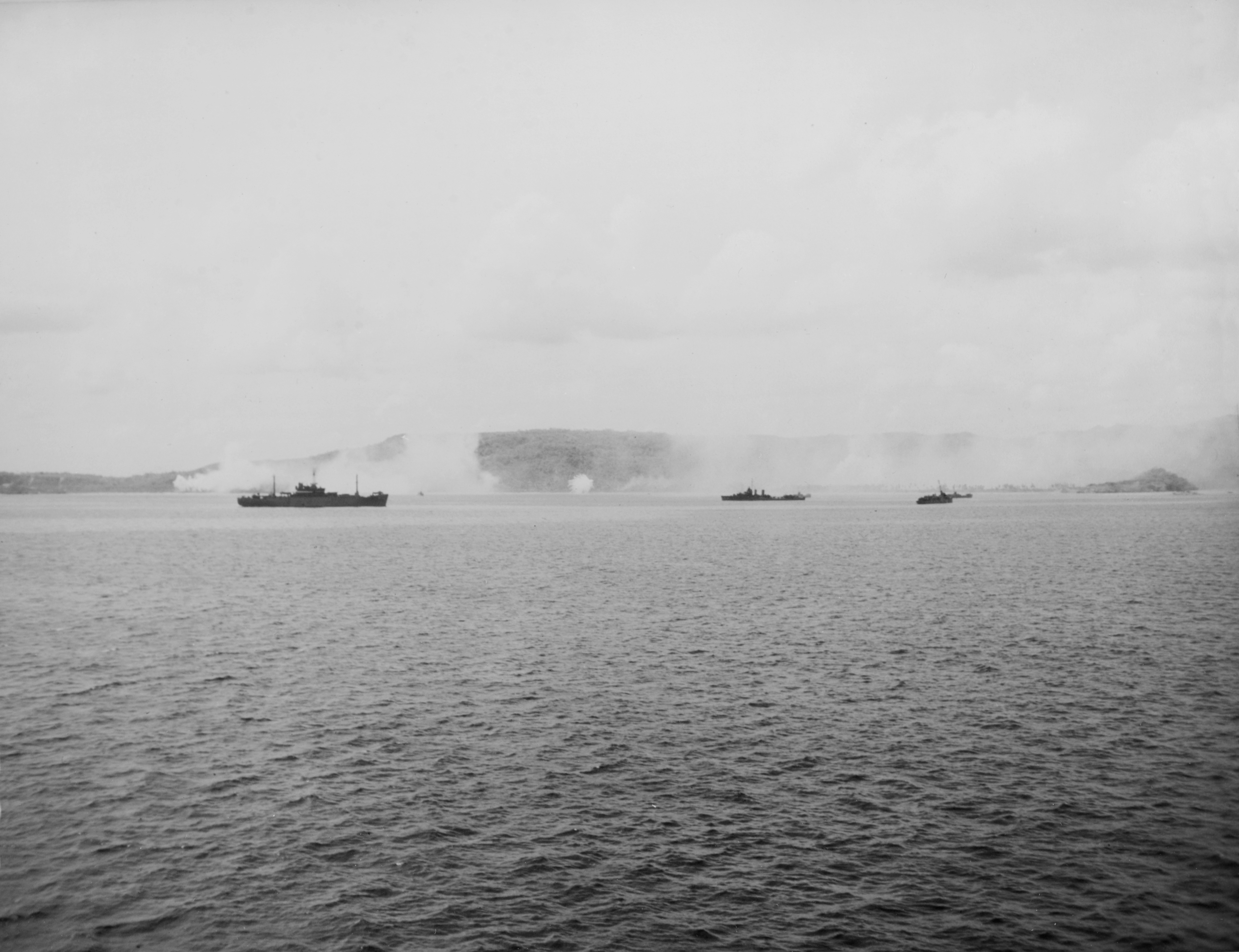
Hải quân Mỹ thực hiện việc đánh phá Guam vào ngày 14 tháng 7-1944 trước khi đổ bộ. Hình ảnh nhìn từ tàu USS New Mexico.

Đảo Guam được bao quanh tự nhiên bởi những rặng đá ngầm, ngọn núi và thủy triều cao khiến cho nơi đây trở thành một thử thách khó vượt qua đối với quân đội Mỹ. Ngày 26 tháng 7, người Mỹ bắt đầu đổ bộ lên hai mặt của bán đảo Orote về phía Tây của Guam dự định cắt đứt sân bay chính của đảo. 8 giờ 28 phút sáng, Sư đoàn Hải quân số 3 đổ bộ lên Asan, nằm giữa bán đảo Orote ở phía Nam và Agana ở phía Bắc, đồng thời một Lữ đoàn Hải quân số 1 đổ bộ ở mặt Tây Nam đảo gần Agat về phía Nam của bán đảo Orote. Hai cánh quân tạo thành tạo thành gọng kiềm cắt đứt bán đảo Orote với phần còn lại của đảo. Quân Mỹ đã phải chịu những tổn thất đầu tiên khi 22 phương tiện đổ bộ bị bắn chìm bởi pháo quân Nhật, nhưng đến 9 giờ những xe tăng của quân đội Mỹ đã tiến lên được đất liền. Buổi chiều cùng ngày Sư đoàn Bộ binh 77 được tăng cường hỗ trợ cho Lữ đoàn Hải quân số 1. Nhiệm vụ của họ có phần khó khăn hơn do thiếu các phương tiện đổ bộ, họ phải lội từ các nơi họ được thả xuống là rặng đá ngầm lên bờ.

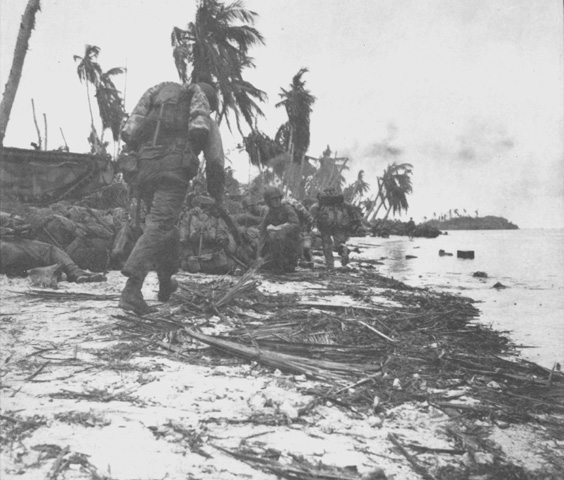
Hải quân Hoa Kỳ di chuyển trên đảo.

Khi đêm xuống quân Mỹ đã thiết lập được một chiến tuyến dọc bờ biển vào sâu 2 km trong đất liền. Trong những ngày đầu của cuộc chiến quân Nhật thực hiện các cuộc phản công vào ban đêm bằng chiến thuật đột kích. Thỉnh thoảng họ thâm nhập được vào tuyến phòng thủ quân Mỹ và liền bị đẩy lùi với những tổn thất nặng nề. Ngày 28 tháng 7 Trung tướng Takeshi Takashina tử trận và quyền chỉ huy được chuyển giao cho Trung tướng Hideyoshi Obata.
Việc tiếp tế cho quân đội Mỹ gặp nhiều khó khăn trong những ngày đầu của trận đánh. Bởi địa hình nhiều đá ngầm của Guam khiến cho các tàu tiếp tế không thể tiếp cận đảo mà phải neo đậu ở phía xa, những phương tiện đổ bộ cũng không thể hoạt động hiệu quả. Tuy nhiên ngày 28 tháng hai cánh quân đã nhập vào nhau khép chặt vòng vây bán đảo Orote và chiếm lấy sân bay Orote và cảng Apra vào ngày 30 tháng 7 làm việc tiếp tế dễ dàng hơn.
Những cuộc phản công vào ban đêm khiến cho quân Nhật chịu tổn thất nặng nề. Đến đầu tháng 8, thức ăn và đạn dược của họ đã dần cạn kiệt chỉ còn lại một xe tăng có thể hoạt động. Tướng Obata quyết định rút quân về phía nam của đảo, dự định cố thủ ở phần trung tâm đảo nơi có nhiều đồi núi. Nhưng khả năng tiếp tế và củng cố cho quân Nhật chỉ rơi vào vô vọng khi mà vùng biển và vùng trời xung quanh đảo Guam bị kiểm soát bởi Hải quân Mỹ. Mọi điều mà Obata có thể làm chỉ là trì hoãn thất bại không thể tránh khỏi của quân Nhật trên đảo.
Mưa và rừng nhiệt đới rậm rạp làm khó khăn thêm những nỗ lực của quân Mỹ. Nhưng chỉ sau trận đánh của quân Mỹ đánh vào núi Barrigada từ ngày 2 đến 4 tháng 8, toàn bộ phòng tuyến phòng thủ của quân Nhật sụp đổ. Trận đánh chỉ tiếp diễn là những cuộc truy kích quân Nhật ở phía Bắc đảo. Cũng như các trận đánh khác ở Thái Bình Dương, quân Nhật từ chối đầu hàng, phần lớn họ tự sát hoặc bị giết.

## Kết quả
Mặc dù trận chiến đã kết thúc nhưng một số người lính Nhật đã trốn vào rừng. Do bị tách biệt với thế giới bên ngoài, họ không biết rằng chiến tranh đã kết thúc và tiếp tục chiến đấu chống lại người Mỹ. Vào ngày 8 tháng 12-1945, ba lính Thủy quân lục chiến Hoa Kỳ bị phục kích và bị giết chết. Sau đó số lính Nhật này lần lượt đầu hàng, được tìm thấy hay bị bắt giữ cho đến 24 tháng 1-1972, người cuối cùng là Thiếu tá Yokoi Shoichi được tìm thấy bởi các thợ săn. Ông đã sống trong hang động trong suốt 27 năm.
Sau trận đánh, đảo Guam được dùng làm căn cứ quân sự cho các chiến dịch của quân Đồng Minh. Năm sân bay được xây dựng để làm nơi xuất phát cho những chiếc máy bay B-29 ném bom những mục tiêu Tây Thái Bình Dương và lãnh thổ Nhật Bản.
Bốn người lính Hải quân Hoa Kỳ được trao Huân chương Danh dự vì những hành động dũng cảm của họ trong cuộc chiến: Hạ sĩ nhất Luther Skaggs Jr, Hạ sĩ nhất Frank Witek (được trao sau khi chết), Hạ sĩ nhất Leonard F. Mason (được trao sau khi chết) và Đại úy (về sau trở thành Tướng) Louis Wilson.
Ngày 21 tháng 7 hàng năm được lấy làm ngày độc lập của đảo Guam.